# Cobbtown (Géorgie)
Pour les articles homonymes, voir Cobbtown.
Cobbtown est une ville américaine située dans le comté de Tattnall, en Géorgie. Selon le recensement de 2020, sa population est de 341 habitants.